# Marcelo Estigarribia
Marcelo Alejandro Estigarribia Balmori (Fernando de la Mora, 21. rujna 1987.) paragvajski je nogometaš koji igra za Chiapas na posudbi iz urugvajskog Deportiva Maldonada. Od 2008. godine Estigarribia nastupa za paragvajsku reprezentaciju.

## Biografija
Estigarribia je rođen i odrastao u Fernando de la Mora, samo jedan kilometar udaljenom mjestu od glavnog grada Asuncióna. Dolazi iz vrlo religiozine obitelji te u slobodno vrijeme voli čitati Bibliju.

## Klupska karijera

### Unión Pacífico
Marcelo je započeo svoju karijeru u mlađim kategorijama kluba Unión Pacífico prije nego što je prešao u Sport Colombiu gdje je zabilježio svoj prvi profesionalni nastup sa 17 godina.

### Le Mans
2006. godine prešao je u poznatiji paragvajski klub, Cerro Porteño. Iz Cerro Porteña 2008. prelazi u Europu, u francuski Le Mans koji je tada nastupao u prvoj francuskoj ligi.

### Newell's Old Boys
27. prosinca 2009. Newell's Old Boysi doveli su Estigarribiju na 18-mjesečnu posudbu iz Le Mansa.

### Juventus
Estigarribia je 28. kolovoza 2011. prešao u talijanski Juventus na jednogodišnju posudbu s pravom otkupa ugovora na kraju sezone. Debitirao je u utakmici protiv Chieva, a po prvi puta je počeo od prve minute mjesec dana kasnije protiv Genove. Svoj prvi pogodak za Juventus zabio je Napoliju u gostima kada je smanjio rezultat na 3:2 te pomogao Juventusu da se domogne boda. Utakmica je na kraju završila 3:3, a Estigarribia je pokazao odličnu igru.

## Reprezentativna karijera
Prvi poziv za paragvajsku reprezentaciju dobio je pred prijateljsku utakmicu s Obalom Bjelokosti 2008. godine. Svoj prvi pogodak za Paragvaj postigao 31. ožujka 2010. u prijateljskoj utakmici protiv Južnoafričke Republike. Svojim odličnim igrama na Copa Americi 2011. natjerao je čelnike talijanskog Juventusa da ga dovedu.

### Reprezentativni golovi
| 1                                                                               | 31. ožujak 2011. | Estadio Defensores del Chaco, Paragvaj | JAR | 1:0 | 1:1 | Prijateljska utakmica |
| * Nastupi i (golovi) u reprezentaciji zadnji su put ažurirani 11. veljače 2016. |                  |                                        |     |     |     |                       |